# Pottia cylindrica
Pottia cylindrica là một loài rêu trong họ Pottiaceae. Loài này được (Hook. ex Harv.) Müll. Hal. mô tả khoa học đầu tiên năm 1849.